# 西条村 (山梨県)
西条村（さいじょうむら）は山梨県中巨摩郡にあった村。現在の昭和町の東半にあたる。

## 歴史
- 1889年（明治22年）7月1日 - 町村制の施行により、西条村、押原村の区域をもって発足。
- 1942年（昭和17年）4月1日 - 常永村と合併して昭和村が発足。同日西条村廃止。

## 交通

### 道路
現在は旧村域に中央自動車道の昭和バスストップ、甲府昭和インターチェンジが所在するが、当時は未開通。